# 寺門仁美
寺門 仁美（てらかど ひとみ、1989年1月24日 - ）は、日本の元女優、元声優。

## 概要
茨城県出身。子役出身であり、2002年にtvkほかで放送された実写版アニメ『鋼鉄天使くるみPure』ではメインキャラクターのひとりであるカリンカ役を演じている。当初は宝映テレビプロダクションに所属していた。女優業のかたわら声優としても活動し、2003年にテレビ東京系列で放送されたアニメ『マーメイドメロディー ぴちぴちピッチ』『マーメイドメロディー ぴちぴちピッチピュア』ではメインキャラクターの宝生波音役を演じている。2008年5月に一度芸能界を引退し、約1年後に芸能界に復帰したが、2014年9月を以て再度芸能界を引退した。所属事務所はフィットワンを経て、最終所属はスタイルキューブ。
引退後も本人のSNSは後述する趣味のゴルフ関連を中心に更新が続いており、2019年6月3日には前述の『マーメイドメロディー ぴちぴちピッチ』放送15周年のチャリティーライブにおいて1日限定で芸能界に復帰している。

## 人物
- 人懐こい性格で、ライブイベントではファンのみんなと結婚したいと発言していた[要出典]。
- 声優引退後も『マーメイドメロディー ぴちぴちピッチ』の話題をTwitterに投稿することがあり、自身の演じた同作のキャラクター・宝生波音のファンに頼まれて久しぶりにサインを書いたり[2]、同作で共演した声優、スタッフらと数年おきに同窓会を行っている[3]。
- 趣味はゴルフ。芸能界引退後の2016年にはゴルフダイジェスト・オンライン社主催のゴルフアンバサダーオーディションで最終選考まで残り、特別賞を受賞している[4]。

## 略歴
- 2005年春、宝映テレビプロダクションよりフィットワンに移籍[5]。
- 2008年5月1日付で一身上の都合により芸能界から引退[6]。
- 2009年5月6日のHAPPY！STYLE Communicaiton Circuit 006“Anniversary”にて復帰。
- 2014年、一般男性と結婚し[要出典]、9月7日の寺門仁美 Last Memoryを最後に芸能活動を休業[7]。
- 2016年7月1日、ゴルフアンバサダーオーディション2016の最終候補者として、ゴルフアンバサダーオーディション2016ブログを開始[8]。
- 2019年6月3日のチャリティーライブ「15th memorial Live 2019」で1日のみ復活
- 2022年春 第一子出産[要出典]

## 出演

### テレビドラマ
- 義務と演技（1996年、TBS）
- ドラマ新銀河 いらっしゃい（1996年、NHK総合）
- オヤジぃ。（2000年、TBS）
- 百獣戦隊ガオレンジャー Quest 6「牛、焦がれる!!」（2001年3月25日、テレビ朝日）天使の少女 役
- ウルトラマンコスモス 第16話「飛ぶクジラ」（2001年10月20日、MBS）奈々子 役
- 連続テレビ小説　さくら（2002年、NHK）
- 鋼鉄天使くるみPure（2002年4月2日 - 2002年6月18日〈第1期〉・2002年10月8日 - 2002年12月24日〈第2期〉、tvkほか）カリンカ 役
- 茂七の事件簿3 ふしぎ草紙 第5話「ならず者」（2003年8月8日　NHK）幼少期のお京 役

### テレビアニメ
- マーメイドメロディー ぴちぴちピッチ（2003年4月5日 - 2004年3月27日、テレビ愛知）宝生波音 役
- マーメイドメロディー ぴちぴちピッチピュア（2004年4月3日 - 2004年12月25日、テレビ愛知）宝生波音 役
- GUNSLINGER GIRL（2003年10月8日 - 2004年2月18日、フジテレビ）アンジェリカ 役
- この中に1人、妹がいる!
  - 第6話「猫耳メイドな妹たち」（2012年8月24日、TBS）後輩女子 役
  - 第7話「妹は、規律正しく美しく!」（2012年8月24日、TBS）女子生徒 役
  - 第11話「妹の罠」（2012年9月21日、TBS）女子生徒 役
- しろくまカフェ
  - 第47話「南極戦隊ペンギンジャー」「まだまだ焙煎ってナンダ!?」（2013年3月7日、テレビ東京）ヤマアラシファンクラブ 役

### オリジナルビデオ
- 時空警察ヴェッカーAge.1 PAST 時空刑事ユリー（2001年6月21日、コロムビアミュージックエンタテインメント）加藤ゆり（少女時代） 役
- 忍者姉妹マスク・ザ・シャドウ（2002年12月21日、まんだらけ・パイオニアLDC）はねず 役
- 好夏2 「ミントプロトコル」（2003年12月25日、イーネットフロンティア）ミント 役

### 映画
- フシギのたたりちゃん（2000年）りょう子 役

### インターネットラジオ
- はぴ☆くりRadio・はいぱー!（2009年9月 - 2009年11月、アニメイトTV）
- 萌え萌え2次ラジオ2［chu〜♪］（第1回、第2回）（2009年11月12日 - 2009年3月18日、HiBiKi Radio Station）

### 舞台
- HIROSE PROJECT LIVE vol.9 One Night Magician（2010年10月8日・9日・10日・11日）小畑ユズ 役
- 昭和芸能舎 第18公演 ツチノコまつり〜土野幸太郎一家の挑戦〜（2012年4月3日・4日・5日・6日・7日・8日・9日）土野小梅 役

### ゲーム
- マーメイドメロディー ぴちぴちピッチ (GBA) （2003年10月9日、コナミ）
- マーメイドメロディー ぴちぴちピッチ ぴちぴちパーティー (GBA) （2003年12月18日、コナミ）
- マーメイドメロディー ぴちぴちピッチ ぴちぴちっとライブスタート! (GBA) （2004年3月18日、コナミ）
- お掃除戦隊くりーんきーぱーH (PS2) （2009年10月1日、ルピナス）葵 役
- 萌え萌え2次大戦(略)2[chu〜♪] (Windows) （2009年9月25日、システムソフト）いちこさん 役
  - 萌え萌え2次大戦(略)2[chu〜♪] (PS2 & PSP) （2010年2月4日、システムソフト）いちこさん 役
  - 萌え萌え2次大戦(略)2[chu〜♪]☆ウルトラデラックス (Xbox 360) （2010年3月18日、システムソフト）いちこさん 役
  - 萌え萌え2次大戦(略)2[chu〜♪]☆ヤマトナデシコ (DS) （2010年3月18日、システムソフト）いちこさん 役
- もっとNUGA-CEL! (PSP) （2010年5月20日、ルピナス）ロア 役
- 神なる君と (PSP) （2011年10月20日、アイディアファクトリー）百合子 役
- ファイナルファンタジー零式 (PSP) （2011年10月27日、スクウェア・エニックス）ティス役
- クロヒョウ2 龍が如く 阿修羅編 (PSP) （2012年3月22日、セガ）
- 〜聖魔導物語〜(PS Vita) （2013年3月28日、コンパイルハート）パンナ役[9]
- ファイナルファンタジー アギト（2014年春、スクウェア・エニックス）トオノ・マホロハ 役[10]

### テレビ
- 感動 あなたに逢いたい（1997年、TBS）再現VTR 幼少時代の三原じゅん子 役
- ぐるぐるナインティナイン 「たかし先生のKIDS頭脳バトル」（2000年、日本テレビ）
- テンパイ（2003年5月14日 - 2003年6月4日、テレビ東京）ゲスト
- アイドル☆レボリューション X’mas & Happy New Year（2005年12月27日、2006年1月10日、テレビ神奈川）ゲスト
- 腐女子の妄想発信基地 #5（2009年11月17日 - 2009年12月11日、スカパー！エンタ！371）出演：市川利奈（MC）・寺門仁美（MC）・山本彩乃（ゲスト）

### ラジオ
- 志村けんのFIRST STAGE〜はじめの一歩〜（2005年12月3日、FMぐんま (86.3MHz) 他）ゲスト
- 今夜はParty 魔法でナイト（2011年5月10日 - 2011年7月5日、FM Ciao〈FM熱海湯河原〉〈79.6MHz〉）ゲスト

### DVD
- まんぼう。（2004年4月14日、ソニーミュージックディストリビューション）
- ぽにゅぽにゅ（2005年10月28日、ジャパンホームビデオ）
- DECORATION CAKE（2006年11月23日、ジャパンホームビデオ）

### CM
- エバラ、すき焼きのたれ
- エバラ、あさ漬けの素（2002年）
- アローマ、PlayStationソフト ゲッP-X
- 住建産業 - 思い出になる品質篇
- 小学館、世界遺産図鑑
- 任天堂、ポケモンミニ

### イベント・ライブ
- あいどる109 Part3 スペシャル〜もう帰って来ちゃったよ, Ahme!!〜（2002年2月17日、目黒福祉センター）
- 忍者姉妹マスク・ザ・シャドウ DVD発売記念イベント（2002年8月10日、渋谷 まんだらけ）
- 寺門仁美バースデーイベント（2003年1月18日、四谷 LIVE GATE TOKYO）
- 東京国際アニメフェア2003 ポニーキャニオンブース ぴちぴちピッチ ステージイベント（2003年3月22日、東京ビッグサイト）
- U-15 Live Version Vol.1（2003年7月12日、四谷 LIVE GATE TOKYO）
- おもちゃみらい博 ぴちぴちピッチ ステージイベント（2003年8月2日、パシフィコ横浜）
- マーメイドメロディぴちぴちピッチ DVD&CD発売記念イベント（2003年8月23日、秋葉原 ヤマギワソフト・秋葉原 石丸電気）
- るちあのマーメイドビーチパーティ4（2003年8月30日、葛西 リバーサイドモール イトーヨーカドー）
- 東京ゲームショウ2003「GUNSLINGER GIRL」トークショー（2003年9月27日、幕張メッセ）
- まんぼう。写真集 発売記念イベント（2003年11月16日、神田神保町 書泉ブックマート）
- まんぼう。DVD発売記念イベント（2003年11月29日、秋葉原 ラオックスアソビットシティ8番街イベントホールA）
- 好夏2「ミントプロトコル」DVD発売記念イベント（2003年12月23日、秋葉原 ラオックスアソビットシティ8番街イベントホールA）
- るちあのマーメイドビーチパーティ5（2004年3月21日、大崎 ニューシティ）
- U-15 Live Version Vol.4（2004年4月25日、四谷 LIVE INN MAGIC）
- ぴちぴちピッチピュア ライブ＆トークショー（2004年5月1日、豊島園）
- 講談社スーパーキャラクターフェスティバル2004 るちあのマーメイドビーチパーティ6（2004年7月17日・7月18日、幕張メッセ10,11ホール）
- るちあのマーメイドビーチパーティ7 in 大阪（2004年8月22日、大阪梅田阪急三番街北館B2F 水上ステージ）
- 寺門仁美＆坂田知美☆なかよし☆ライブ（2004年9月5日、四谷 LIVE GATE TOKYO）
- 東京国際エンタテイメントマーケット2004 ポニーキャニオンブース ぴちぴちピッチピュア ステージイベント（2004年10月24日、幕張メッセ）
- U-15 Live Version Vol.7（2004年11月7日、四谷 LIVE INN MAGIC）
- 寺門仁美バースデーイベント2005（2005年1月23日、四谷 LIVE INN MAGIC）
- 寺門仁美のごあいさつ（2005年5月21日、LIVE INN MAGIC）
- 帰ってきた！ 寺門仁美&坂田知美なかよし☆ライブ（2005年8月28日、四谷 LIVE INN MAGIC）
- ぽにゅぽにゅ DVD発売記念イベント（2005年10月30日、大阪日本橋 信長書店/2005年11月3日、秋葉原 石丸電気ゲームワン 6Fイベントホール・秋葉原 ラムタラメディアワールド/2005年11月5日、秋葉原 ラオックスアソビットシティ）
- アイドル☆レボリューション X’mas & Happy New Year（2005年12月10日、赤坂 上海大飯店）
- 寺門仁美バースデー記念バスツアー（2006年1月22日、千葉県富津市 マザー牧場）
- 三井保奈美・堂上静華・MC：寺門仁美 トーク＆握手会（2006年2月18日、秋葉原 ラオックスアソビットシティ）
- GIRLS' RECORDバレンタインパーティー（2006年2月18日、秋葉原 ヤマギワソフト）
- お台場冒険王 めざましブース（2006年8月10日、お台場 フジテレビ）
- 劇団ショートケーキ（2006年8月20日、原宿 アストロホール）
- またまた寺門仁美＆坂田知美なかよし☆ライブ（2006年8月27日、四谷 LIVE INN MAGIC）
- 平成版・花の高3トリオ (!?) ライブしちゃいます！（2006年10月29日、新宿村LIVE）
- GIRLS’フェスティバル トーク＆握手会（2006年12月3日、石丸電気ソフト1 3Fイベントホール・秋葉原 ラオックスアソビットシティ）
- 寺門仁美バースデー記念ライブ〜18歳。もうコドモじゃないです!?〜（2007年1月27日、両国 FOUR VALLEY）
- 寺門仁美バースデー記念ライブ打ち上げパーティー！（2007年1月27日、両国 FOUR VALLEY）
- 大友さゆり・MC：寺門仁美 トーク＆握手会（2007年2月4日、秋葉原 ヤマギワソフト 8Fイベントスペース）
- 野口ちえこ・MC：寺門仁美 トーク＆握手会（2007年3月4日、秋葉原 石丸電気ソフト2 6Fインストア・ラオックスアソビットシティ）
- 寺門仁美☆高校卒業記念ライブ＆撮影会！（2007年3月18日、両国 FOUR VALLEY → 浜離宮恩賜庭園）
- 劇団ショートケーキ（2007年4月15日、原宿 アストロホール）
- サファイヤ撮影会（2007年4月29日、芝公園 ＆ 渋谷イースト・スタジオ）
- 寺門仁美の梅雨入り直前バスツアー☆（2007年6月10日、さがみ湖ピクニックランド）
- HAPPY! STYLE Communication Circuit 006（2009年5月6日、表参道 FAB）
- GIRLs-TechnoPop stadium vol.2（2009年5月22日、恵比寿 LIQUIDROOM）
- 「マエタケ×コマキのもっとアイをチョウダイよ!!」公開録音イベント「2009 アイチョ祭-みんな集まってチョウダイよ！」（2009年10月3日、赤坂 Grafitti）
- 「萌え萌え2次大戦」公開録音イベント（2009年10月17日、秋葉原 THE SPACE OF AKIBA 3021）
- ゆいかおり×はぴてん♪×Tempalyのワクワク秋祭り（2009年10月25日、新宿 ロフトプラスワン）
- Angel's Magic vol.6（2009年12月30日、ラゾーナ川崎プラザソル）
- 寺門仁美バースデーイベント 2010（2010年1月23日、秋葉原 DRESS AKIBA HALL）
- HAPPY! STYLE「Valentine's Live Square」（2010年2月14日、赤羽橋 パシフィックヘブン）
- ネコトマイ〜サクラサク？コトネ学園合格発表！本日、風紀委員お休みなんだってば〜（2010年2月27日、池袋 RUIDO K3）
- HAPPY! STYLE presents「アリスタ! TV vol.3」（2010年3月20日、赤羽橋 パシフィックヘブン）
- コスロボ感謝祭〜“デジタル・LOVE”オリコンデイリー14位ありがとう記念イベント〜（2010年3月28日、上野 BRASH）
- ラジオTempa・リターンズ!! - 春の陣 - （仮）（2010年4月11日、秋葉原 DRESSホール）
- Angel's Magic vol.7（2010年4月29日、大塚 Deepa）
- HAPPY! STYLE Communication Circuit 007（2010年5月2日・5月3日、表参道 FAB）
- HAPPY! STYLE 後夜祭（2010年5月5日、赤羽橋 パシフィックヘブン）
- アイドルポップス'00〜'09（2010年5月30日、港区海岸 Studio Cube 326）
- Artispark vol.5（2010年7月19日、池袋 RUIDO K3）
- 三人組祭!!! vol.4（2010年8月1日、両国 サンライズ）
- Angel's Magic vol.8（2010年8月28日、大塚 Deepa）
- One Night Magician (HIROSE PROJECT LIVE vol.9) （2010年10月8日・9日・10日・11日、ラゾーナ川崎プラザソル）
- startship☆girl〜EXTRA〜（2010年10月22日、港区海岸 Studio Cube 326）
- C-Lip LIVE A GOGO! #47（2010年12月5日、高円寺 HIGH）
- C-Lip LIVE A GOGO! #48（2010年12月5日、高円寺 HIGH）
- Candy Rock Bar vol.4 〜保健室にくるがいい！〜（2010年12月19日、四谷 LIVE INN MAGIC）
- はぴすた忘年会〜もういくつ寝るとお正月♪〜（2010年12月26日、赤羽橋 パシフィックヘブン）
- Angel's Magic vol.9（2010年12月29日、大塚 Deepa）
- Pleasure Casket vol.8（2010年12月30日、池袋 RUIDO K3）
- 寺門仁美バースデーイベント 2011 〜22歳になっちゃいましたぁ☆〜（2011年1月22日、秋葉原 DRESS AKIBA HALL）
- Pleasure Casket vol.9（2011年2月5日、赤坂 L@N Akasaka）
- Angel's Magic vol.10（2011年2月5日、大塚 Deepa）
- MUSIC POWER!!歌謡SHOW（2011年2月20日、大塚 Deepa）
- はぴすたミーティング〜もうすぐ春だよSP（2011年2月27日、赤羽橋 パシフィックヘブン）
- Angel's Magic vol.11（2011年4月3日、大塚 Deepa）
- 〜Fairy Island〜「昭和songs」Vol.1（2011年4月29日、四谷 LIVE INN MAGIC）
- 今夜はParty 魔法でナイト 96（2011年5月6日、四谷 LIVE INN MAGIC）
- HAPPY! STYLE Communication Circuit 008（2011年5月21日、港区浜松町 文化放送　メディアプラスホール）
- 今夜はParty 魔法でナイト 97（2011年5月27日、四谷 LIVE INN MAGIC）
- MUSIC POWER!!（2011年5月29日、大塚 Deepa）
- gion-shoja presents「LOVE! LIFE!! LIVE!!!〜夏を先取りgion祭〜」（2011年6月12日、渋谷 TAKE OFF 7）
- 今夜はParty 魔法でナイト 99（2011年6月24日、四谷 LIVE INN MAGIC）
- Artispark vol.12（2011年7月3日、新宿 RUIDO K4）
- starship☆girl〜みか〇ちゃくら〜（2011年7月10日、上野 BRASH）
- MUSIC POWER!!〜いつか見上げた青い空・公演DVDは本日発売!!〜（2011年7月17日、大塚 Deepa）
- Candy Rock Bar vol.5 〜暑いから飲むしかない！〜（2011年8月2日、四谷 LIVE INN MAGIC）
- MIM festival（2011年9月18日、港区海岸 Studio Cube 326 4F TIALA）
- Candy Rock Bar vol.6 〜誕生日、どうにかして！〜（2011年9月25日、四谷 LIVE INN MAGIC）
- MUSIC POWER!!（2011年10月1日、大塚 Deepa）
- Dias Records Presents! Girl's Halloween Night（2011年10月29日、秋葉原 AKIHABARA 85）
- GIRL'S PUTI ONEMAN CIRCUIT 第2部 〜寺門仁美プチワンマンライブ〜（2011年11月13日、上野 BRASH）
- ドルスタスペシャル　Tokyo Idol Carnival ver.1（2011年11月19日、中野 サンプラザ）
- MUSIC POWER!!（2011年12月11日、大塚 Deepa）
- まほろばRecords×Chop present. X'mas Live 2011（2011年12月24日、中野 なかの芸能小劇場）
- 「Rainbow Fes 3rd」あなたと一緒にX'mas（2011年12月24日、渋谷 TAKE OFF 7）
- ハピスタ新年会2012（2012年1月9日、港区海岸 Studio Cube 326）
- 寺門仁美バースデーイベント 2012 〜23歳とかマジでスカ!?〜（2012年1月21日、両国 サンライズ）
- 仁美ちゃんとちゃんこを食べよう！ どすこい!!（2012年1月21日、両国 江戸沢）
- Dias Records Presents! OGIKUBO Festival Vol.1（2012年2月11日、荻窪 かいホール）
- Dias Records Presents! OGIKUBO Festival Vol.2（2012年2月11日、荻窪 かいホール）
- ツチノコまつり〜土野幸太郎一家の挑戦〜（昭和芸能舎 第18公演）（2012年4月3日・4日・5日・6日・7日・8日・9日、赤坂 RED/THEATER）
- WALLOP PARTY!! アイドルチョップ!!!（第1部）（2012年5月26日、墨田区業平 WALLOP ライブスタジオ）
- WALLOP PARTY!! アイドルチョップ!!!（第2部）（2012年5月26日、墨田区業平 WALLOP ライブスタジオ）
- 有限会社ライブバージョン設立10周年記念イベント!!（2012年8月18日、上野 BRASH）
- WALLOP PARTY!! 寺門仁美の○○○○（2012年9月15日、墨田区業平 WALLOP ライブスタジオ）
- WALLOP PARTY!! 寺門仁美の○○○○ Vol.2（2012年10月7日、墨田区業平 WALLOP ライブスタジオ）
- WALLOP PARTY!! 寺門仁美の○○○○ Vol.3 特番版（2012年11月11日、墨田区業平 WALLOP ライブスタジオ）
- Candy Rock Bar vol.9 〜サービス サービスぅ！〜（2012年11月16日、四谷 LIVE INN MAGIC）
- WALLOP PARTY!! 寺門仁美の○○○○ Vol.4（2012年12月8日、墨田区業平 WALLOP ライブスタジオ）
- スタイルキューブ創立記念日〜15年目もがんばります〜（2013年1月11日、新宿 ロフトプラスワン）
- 寺門仁美バースデーイベント 2013 〜初めてのバースデーイベントから10年！〜（2013年1月26日、秋葉原 DRESS AKIBA HALL）
- 仁美ちゃんと屋形船に乗ろう！　うっふん☆（2013年1月26日、浅草橋 野田屋）
- 寺門仁美の○○○○ Vol.5（2013年2月28日、台東区 浅草リトルシアター）
- 寺門仁美の○○○○ Vol.6（2013年4月29日、台東区 浅草リトルシアター）
- 寺門仁美の○○○○ Vol.7（2013年8月4日、台東区 浅草リトルシアター）
- 寺門仁美の○○○○ Vol.8（2013年10月27日、台東区 浅草リトルシアター）
- 寺門仁美バースデーイベント 2014 〜20代折り返し記念！〜（2014年1月26日、千代田区岩本町 Eggman tokyo east）
- 仁美ちゃんとお好み焼き＆もんじゃを食べよう！ 〜たぶん上手に裏返します！〜（2014年1月26日、千代田区鍛冶町 もじ焼や）
- 寺門仁美の○○○○ Vol.9（2014年5月24日、台東区 浅草リトルシアター）
- 寺門仁美 Last Memory（2014年9月7日、渋谷区 初台The DOORS）

### その他
- すき☆こえ（Amebaモバイル、2010年11月5日 - 2012年2月29日）
- アリスタ!TV（2011年1月17日、ustream）ゲスト
- にゃんこが先生なんですか？（2011年8月13日、コミックマーケット80で販売された能登有沙原作ドラマCD）佐藤めぐる 役
- にゃんこが先生なんですか？2（2011年12月31日、コミックマーケット81で販売された能登有沙原作ドラマCD）佐藤めぐる 役
- アリスタ!TV（2012年3月26日、ustream）ゲスト
- 東京ゲームショウ2012 4Gamer Live チャンネル（2012年9月20日 - 2012年9月23日、ustream）MC
  - 「インジャスティス ゴッズ・アマング・アス（仮）」ワーナー エンターテイメント ジャパン（ソニー・コンピュータエンタテインメント） 出演：渡辺永、MC：寺門仁美・男色ディーノ（2012年9月20日 13:00 - 13:30）
  - 「電波人間のRPG2」ジニアスソノリティ 出演：山名学、MC：寺門仁美・男色ディーノ（2012年9月20日 13:30 - 14:00）
  - 「SILENT HILL：Book Of Memories」KONAMI 出演：佐藤健次、MC：寺門仁美（2012年9月21日 15:30 - 16:00）
  - 「地球防衛軍4」ディースリー・パブリッシャー 出演：岡島信幸、MC：寺門仁美（2012年9月21日 16:00 - 16:30）
  - 「METAL GEAR RISING REVENGEANCE」KONAMI 出演：是角有二・稲葉敦志、MC：寺門仁美・男色ディーノ（2012年9月22日 11:30 - 12:00）
  - 「大戦乱!!三国志バトル」gloops 出演：大城蘭、MC：寺門仁美・男色ディーノ（2012年9月22日 12:00 - 12:30）
  - 「汐留ラブ ON AIR」サーチフィールド 出演：小林琢磨・田所美紀、MC：寺門仁美・男色ディーノ（2012年9月22日 12:30 - 13:00）
  - 「DEMONS' SCORE」スクウェア・エニックス 出演：野間崇弘、MC：寺門仁美（2012年9月23日 14:00 - 14:30）
  - 「PlayStation All Stars Battle Royale」ソニー・コンピュータエンタテインメント 出演：香川聖子・横尾美香、MC：寺門仁美（2012年9月23日 14:30 - 15:00）
  - 「God of War Ascension」ソニー・コンピュータエンタテインメント 出演：北尾泰大・安次嶺クリス、MC：寺門仁美（2012年9月23日 15:00 - 15:30）

## 作品

### シングル
- 笑顔ください（2002年4月17日）「ピュア天使」（松居彩、橘綾乃、寺門仁美）名義
- 太陽の楽園〜Promised Land〜（2003年4月16日）
  - 「Legend of Mermaid」に参加。
- マーメイドメロディー(2)波音 Ever Blue（2003年8月20日）
- Rainbow Notes♪（2003年10月16日）
  - 「世界で一番早く朝が来る場所」、「KIZUNA」に参加。
- 愛の温度℃（2004年4月21日）
- MOTHER SYMPHONY（2004年7月14日）
  - 「水色の旋律」に参加。
- 七つの海の物語〜Pearls of Mermaid〜（2004年10月20日）
- はぴてんのうた☆（2009年10月16日）「はぴてん♪」（小倉唯、寺門仁美、朝樹りさ、上田朱音）名義

### アルバム
- Angel Beat〜ピュア天使コンプリートミニアルバム（2003年1月8日）「ピュア天使」（松居彩、橘綾乃、寺門仁美）名義

- マーメイドメロディー ぴちぴちピッチ ボーカルコレクション ジュエルBOX1（2003年12月17日）
- マーメイドメロディー ぴちぴちピッチ ボーカルコレクション ジュエルBOX2（2004年3月17日）
- マーメイドメロディー ぴちぴちピッチ ボーカルコレクション ピュアBOX1（2004年9月15日）
- マーメイドメロディー ぴちぴちピッチ ボーカルコレクション ピュアBOX2（2004年12月15日）
- GUNSLINGER GIRL Image Album『poca felicita』（2005年12月21日）
  - 「La principessa del regno della pasta」に参加。
- 「にゃんこが先生なんですか？2」（2011年12月31日、コミックマーケット81で販売された能登有沙原作ドラマCD）にて
  - 主題歌：「アイコトバ」（作詞・歌：寺門仁美 / 作・編曲：とものかつみ）

### 楽曲提供
作詞
- 「ネコ日和。」（作詞：寺門仁美 / 作曲：Kai / 歌：能登有沙）（2011年12月、セガ 音楽ゲーム 「MaiMai」収録曲）
- 「虹と太陽」（作詞：寺門仁美 / 作曲：GOSH / 歌：manami）（2012年7月、セガ 音楽ゲーム 「MaiMai」収録曲）
- 「オレンジの夏」（作詞：寺門仁美 / 作曲：Hiro / 歌：タクマロ）（2012年7月、セガ 音楽ゲーム 「MaiMai」収録曲）
- 「BaBan!! 甘い罠」（作詞：寺門仁美 / 作曲：Hiro / 歌：永江理奈）（2012年7月、セガ 音楽ゲーム 「MaiMai」収録曲）
- 「Endless World-」（作詞：寺門仁美 / manami（共作） / 作曲：興野亮平 / 歌：保立美和子）（2013年5月、セガ 音楽ゲーム 「MaiMai」収録曲）

## 書籍

### 写真集
- まんぼう。- 寺門仁美ファースト写真集（2003年11月14日、学習研究社）ISBN 4054021298

### 書籍
- 幻想学級〜フシギのたたりちゃんビジュアルブック〜（2000年8月5日、角川書店）ISBN 4048532472
- Jr.アイドル大名鑑350（pure2特別編集）（2002年8月1日、辰巳出版〈タツミムック〉）ISBN 4886417493
- TGタレント名鑑2003（2002年12月17日、彩文館出版）ISBN 4-916115-97-X C0076
- NIPPONアイドル探偵団2003（2003年2月3日、宝島社）ISBN 4-7966-3105-4
- フレッシュスター名鑑2003（2003年5月1日、東京ニュース通信社）ISBN 4-924566-20-9
- フレッシュスター名鑑2004（2004年5月10日、東京ニュース通信社）ISBN 4-924566-29-2
- TVスター名鑑2004（2003年12月1日、東京ニュース通信社）ISBN 4-924566-23-3
- TVスター名鑑2005（2004年11月2日、東京ニュース通信社）ISBN 4-924566-35-7
- 声優バイブル（2004年8月9日、宙〈おおぞら〉出版）ISBN 4776790211

### 雑誌
- ピュア☆ピュア (pure2)Vol.7 - Vol.12、Vol.14、Vol.16 - Vol.18、Vol.20 - Vol.28（辰巳出版（タツミムック）
- BOMB 2002年8月号・9月号、2003年3月号・4月号・8月号・10月号 - 12月号、2004年1月号・2月号・5月号、2006年4月号（学習研究社）
- Juvenile vol.2（Juvenile編集部）
- LemonTeen vol.13（LemonTeen編集部・STUDIO flash Kiss）
- Lemon Teen Plus Vol.1、Vol.2（バウハウス）
- memew Vol.26、Vol.27（近代映画社）
- 声優グランプリ 2003年9月号・11月号、2004年1月号・2月号・6月号・9月号、2006年1月号（主婦の友社）
- VOICE Newtype No.005 - No.007（角川書店）
- Hyper hm3 2004 Vol.2（音楽専科社）
- Hm3 SPECIAL Vol.19（2005年2月号）（音楽専科社）
- エースネクスト 2002年4月号（角川書店）
- ヤングチャンピオン 2002年No.12（秋田書店）
- Pink Vision Vol.2（朝日ソノラマ〈ソノラマMOOK〉）
- Newtype THE LIVE 特撮ニュータイプ No.002、2005年5月号・11月号（角川書店）
- CM girls Vol.1（平和出版）
- デジタルカメラマガジン 2003年6月号（インプレスコミュニケーションズ）
- Hime Vol.1（英知出版）
- ヤングジャンプ 2003年10月23日号 (No.45)、2003年10月30日号 (No.46)（集英社）
- 制コレISM 02 happy max!!（集英社）
- URECCO 2004年2月号（ミリオン出版）
- 電撃アニマガ Vol.8（メディアワークス）
- Chu→Boh Vol.1（海王社）
- カメラマン 2004年3月号・2004年11月号（モーターマガジン社）
- アニメディア 2004年7月号付録「人気声優DATA FILE 2004」（学習研究社）
- まるごとコスプレ Vol.5（学習研究社）
- マガジンウォー 2005年11月号（マガジン・マガジン）
- メルちょ＠ 2005年11月号（キューブリック）
- メルちょGetta! 2006年10月号（キューブリック）
- 少年チャンピオン 2005年11月10日号(No.48)（秋田書店）
- ヤングマガジン 2006年1月30日号(No.7)（講談社）
- ヒロインコロシアム Vol.2（英知出版社）
- 声優アニメディア 2009年11月号（学研パブリッシング）
- ヨドバシカメラ エンタメガイド 2011年7月号（ヨドバシカメラ）

## 連載
- 電撃ホビーマガジン『寺門仁美のGACHA☆っと行こう！』（TAKARATOMY-ARTS information）（2012年3月号 - 2014年3月号、アスキー・メディアワークス）